# Suhpalacsa sordidatus
Suhpalacsa sordidatus är en insektsart som beskrevs av Navás 1931. Suhpalacsa sordidatus ingår i släktet Suhpalacsa och familjen fjärilsländor. Inga underarter finns listade i Catalogue of Life.